# Domingos Malaquias de Aguiar Pires Ferreira
Domingos Malaquias de Aguiar Pires Ferreira, primeiro barão com grandeza de Cimbres, (Recife, 3 de novembro de 1788 — Cimbres, 10 de dezembro de 1859) foi um político brasileiro.

## Biografia

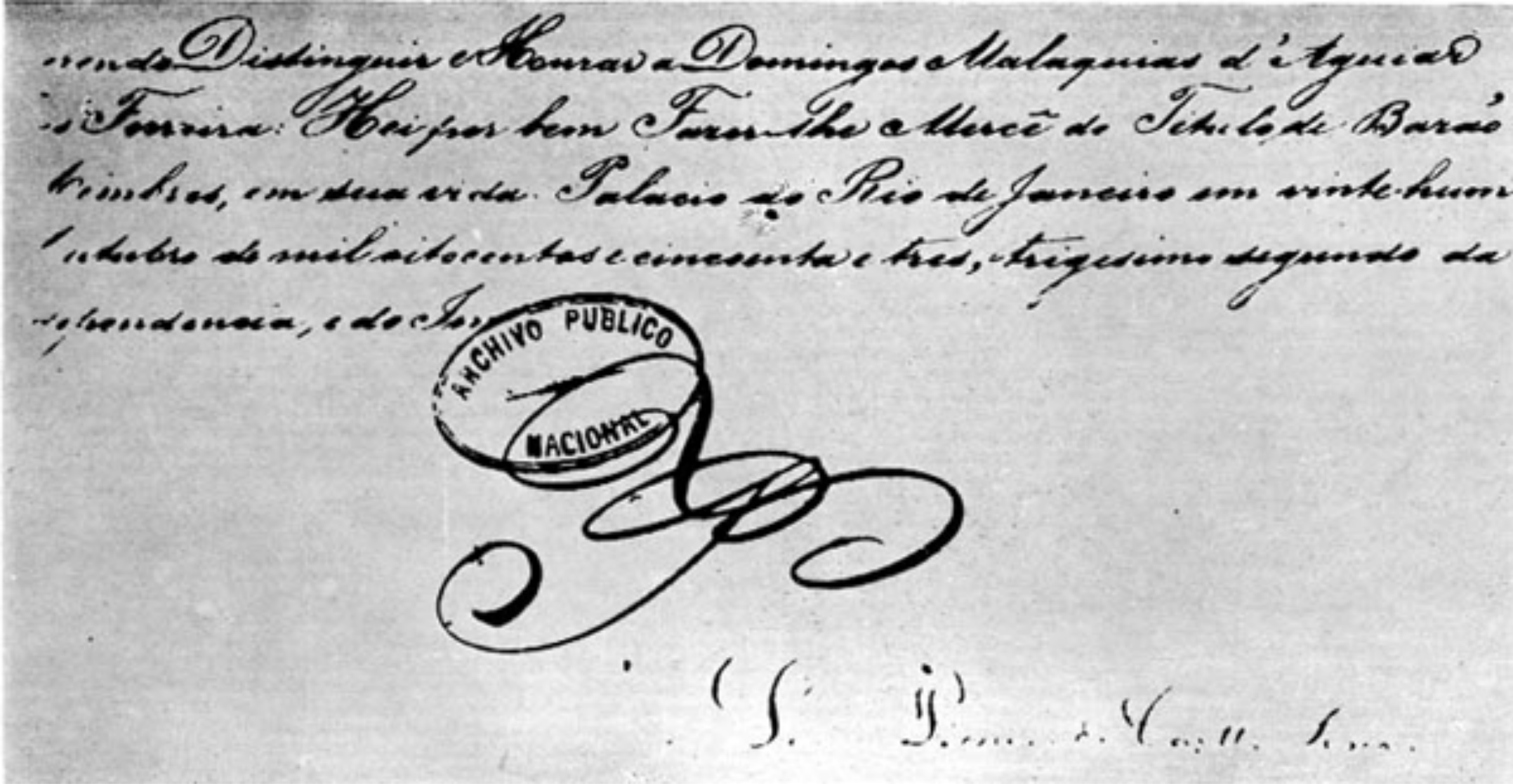
Decreto imperial de criação da baronia de Cimbres, conferido a Domingos Malaquias de Aguiar Pires Ferreira, em 21 de outubro de 1853.

Foi vice-presidente da província de Pernambuco, nomeado por carta imperial de 2 de junho de 1848, exercendo a presidência interinamente de 17 de junho a 15 de julho de 1848.
Filho de José Estevão de Aguiar, natural de Lisboa e de sua mulher D. Maria do Sacramento Pires Ferreira, natural de Pernambuco. Casou com sua prima, D. Joaquina Angelina, filha do Dr. João de Deus Pires Ferreira. Estudou Humanidades no Seminário de Olinda e depois Matemática em Coimbra. Foi deputado brasileiro às Cortes de Lisboa em 1821. Presidente da Província de Alagoas nomeado em 1823, cargo que não aceitou; Deputado pela Província de Pernambuco na 1º legislatura de 1826 a 1829 e Vice-Presidente dessa Província em 1848. Foi comendador da Ordem de Cristo e oficiai da Ordem da Rosa e Grande do Império.
Criação dos títulos: Barão por decreto de 21 de outubro de 1853. Barão com grandeza por decreto de 2 de dezembro de 1854. (fonte: Archivo nobiliarchico brasileiro, página 130)